# Coupe de Luxembourg 1932-1933
La Coppa di Lussemburgo 1932-1933 è stata la 12ª edizione della coppa nazionale lussemburghese disputata tra il 4 dicembre 1932 e il 23 aprile 1933 e conclusa con la vittoria del Progrès Niedercorn, al suo primo titolo.

## Formula
Eliminazione diretta in gara unica.

### 1º Turno preliminare
| Squadra 1            | Risultato   | Squadra 2            |
| -------------------- | ----------- | -------------------- |
| 4 dicembre 1932      |             |                      |
| Alliance Dudelange   | 4 − 2       | Rumelange            |
| Aris Bonnevoie       | 7 − 2       | Swift Hesperange     |
| AS Luxembourg        | 1 − 2       | Tetange              |
| Avenir Beggen        | 3 − 0       | Gold a Ro't Wiltz    |
| Chiers Rodange       | 5 − 2       | Sporting Bettembourg |
| CS Hollerich         | 2 − 1       | Differdange          |
| Egalité Weimerskirch | 3 − 4       | The Belval Belvaux   |
| Jeunesse 07 Kayl     | 8 − 5       | Tricolore Muhlenweg  |
| Jeunesse Esch        | 3 − 1       | Remich               |
| Jeunesse Hautcharage | 2 − 0       | US Bascharage        |
| Mansfeldia Clausen   | 2 − 5       | Oberkorn             |
| Pétange              | 5 − 1       | US Esch              |
| Progrès Grund        | 1 − 1 (dts) | Rapid Neudorf        |

| Squadra 1                    | Risultato | Squadra 2     |
| ---------------------------- | --------- | ------------- |
| 18 dicembre 1932 (Spareggio) |           |               |
| Progrès Grund                | 2 − 1     | Rapid Neudorf |

### 2º Turno preliminare
| Squadra 1            | Risultato   | Squadra 2            |
| -------------------- | ----------- | -------------------- |
| 8 gennaio 1933       |             |                      |
| Chiers Rodange       | 4 − 3       | Avenir Beggen        |
| CS Hollerich         | 1 − 2       | Progrès Grund        |
| Jeunesse Esch        | 5 − 0       | Oberkorn             |
| Jeunesse Hautcharage | 3 − 2       | Aris Bonnevoie       |
| Remich               | 8 − 2       | Egalité Weimerskirch |
| Tetange              | 1 − 4       | Pétange              |
| US Dudelange         | 2 − 1       | Alliance Dudelange   |
| Tricolore Muhlenweg  | 2 − 2 (dts) | The Belval Belvaux   |

| Squadra 1                   | Risultato | Squadra 2           |
| --------------------------- | --------- | ------------------- |
| 22 gennaio 1933 (Spareggio) |           |                     |
| The Belval Belvaux          | 2 − 1     | Tricolore Muhlenweg |

### Ottavi di finale
| Squadra 1                | Risultato | Squadra 2            |
| ------------------------ | --------- | -------------------- |
| 5 febbraio 1933          |           |                      |
| Fola Esch                | 3 − 1     | Chiers Rodange       |
| Progrès Niedercorn       | 4 − 1     | Remich               |
| Red Black Pfaffenthal    | 3 − 4     | Jeunesse Esch        |
| Red Boys Differdange     | 16 − 0    | Pétange              |
| Spora Luxembourg         | 1 − 3     | US Dudelange         |
| Stade Dudelange          | 4 − 3     | Progrès Grund        |
| The National Schifflange | 8 − 1     | Jeunesse Hautcharage |
| Union Luxembourg         | 7 − 1     | The Belval Belvaux   |

### Quarti di Finale
| Squadra 1                | Risultato   | Squadra 2          |
| ------------------------ | ----------- | ------------------ |
| 5 marzo 1933             |             |                    |
| Fola Esch                | 3 − 6       | Progrès Niedercorn |
| Red Boys Differdange     | 5 − 3       | Jeunesse Esch      |
| The National Schifflange | 4 − 1       | US Dudelange       |
| Union Luxembourg         | 3 − 3 (dts) | Stade Dudelange    |

| Squadra 1                 | Risultato | Squadra 2       |
| ------------------------- | --------- | --------------- |
| 26 marzo 1933 (Spareggio) |           |                 |
| Union Luxembourg          | 2 − 1     | Stade Dudelange |

### Semifinali
| Squadra 1          | Risultato | Squadra 2                |
| ------------------ | --------- | ------------------------ |
| 2 aprile 1933      |           |                          |
| Progrès Niedercorn | 3 − 0     | The National Schifflange |
| Union Luxembourg   | 4 − 3     | Red Boys Differdange     |

## Finale
| Arbitro: | Jean Reuter |

|     |           |     |
| Gol | Marcatori | Gol |